# Hatsumermolen
De Hatsumermolen (Fries: Hatsumermûne) is een poldermolen in Hatsum, in de buurt van het Friese dorp Dronrijp, dat in de Nederlandse gemeente Waadhoeke ligt.

## Beschrijving
De Hatsumermolen, een maalvaardige grondzeiler, staat ongeveer anderhalve kilometer ten zuidwesten van Dronrijp. Hij werd in 1878 gebouwd voor de bemaling van de 60 ha grote polder Sikma, als opvolger van een spinnenkopmolen. De Hatsumermolen werd in 1988/1989 gerestaureerd en in 2003 van een nieuwe kap voorzien. De wipstok van de molen is versierd met een eenhoorn, een dier dat ook in het gemeentewapen is te vinden. De Hatsumermolen, die eigendom is van de Stichting Molens in Menaldumadeel, maalt tegenwoordig in circuit en is op afspraak te bezichtigen.

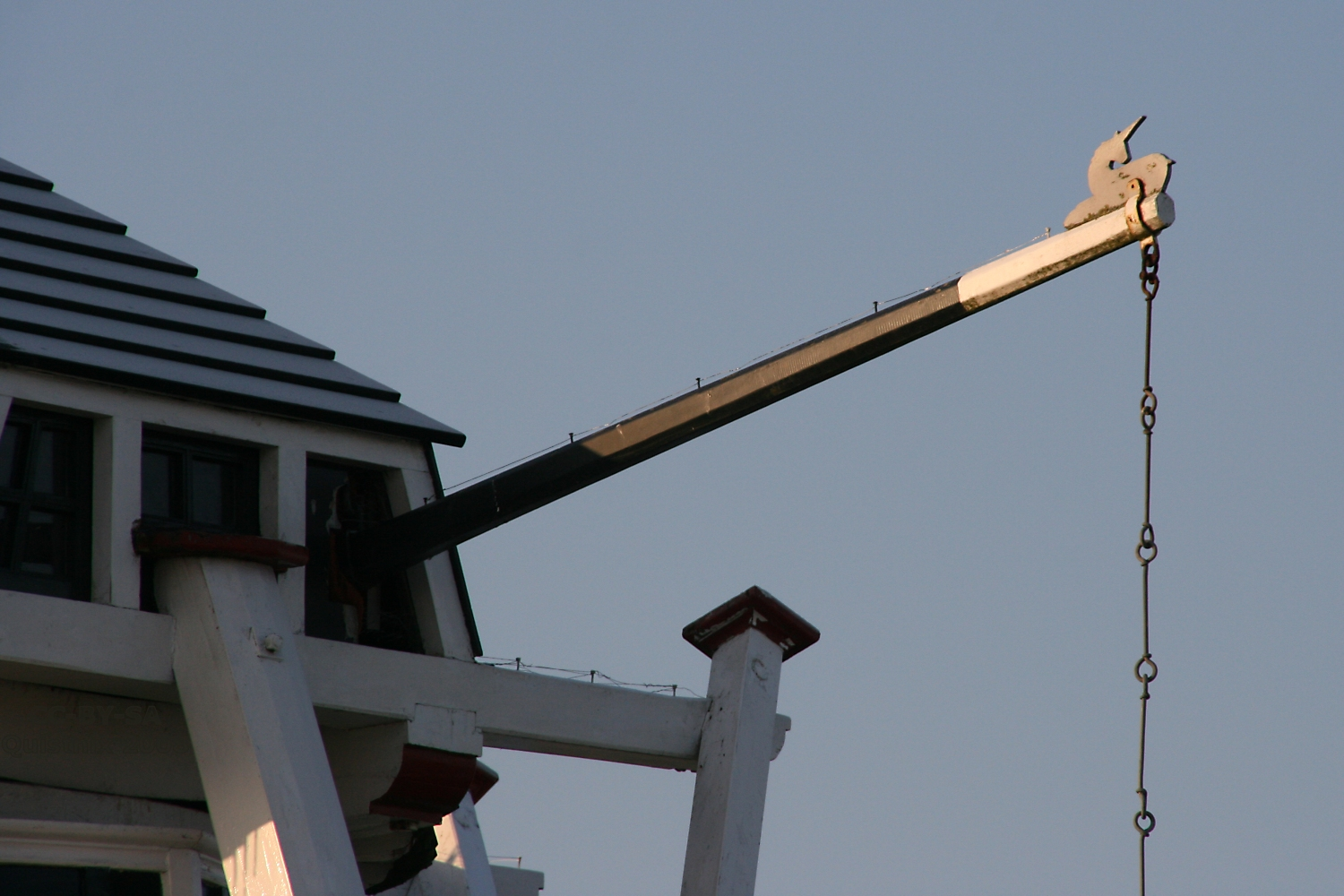
Vangstok met eenhoorn